# Germanien
 "Germania" omdirigeres hertil. For andre betydninger af Germania, se Germania (flertydig).
Germanien (latin: Magna Germania) var betegnelsen i romertiden for området, der strakte sig fra Rhinens østbred og øst over indtil Weichsel. Området var beboedes af forskellige stammer, overvejende germanske og sandsynligvis talte de et oldgermanske sprog. To romerske provinser, Germania I og Germania II, lå vest for Rhinen. Magna Germania kaldtes også det frie Germanien. Det romerske Germanien I og II kaldtes også Germania Inferior (der nogenlunde omfattede de sydlige Nederlande samt Bonn og Köln) og Germania Superior (der nogenlunde omfattede det vestlige Schweiz og Alsace samt Strasbourg og Mainz). Kaldenavnene inferior og superior henviser til provinsernes beliggenhed henholdsvis mod Rhinens udløb og den øvre Rhin.